# Paleopneustidae
De Paleopneustidae zijn een familie van zee-egels (Echinoidea) uit de orde Spatangoida.

## Geslachten
- Paleopneustes A. Agassiz, 1873
- Peripatagus Koehler, 1895
- Plesiozonus de Meijere, 1903